# Minuartia godfreyi
Minuartia godfreyi là loài thực vật có hoa thuộc họ Cẩm chướng. Loài này được (Shinners) McNeill mô tả khoa học đầu tiên năm 1980.